# Nemoria carolinae
Nemoria carolinae là một loài bướm đêm trong họ Geometridae.